# Yves Gandon
Yves Gandon (Blois, 3 giugno 1899 – Parigi, 12 gennaio 1975) è stato uno scrittore francese.
Nel 1938 pubblicò il saggio Il demone dello stile, seguito nel 1942 da Il prato delle donne, romanzo in 12 volumi, la cui pubblicazione proseguì fino al 1967.